# Fontana di Piazza della Madonna dei Monti
Fontana di Piazza della Madonna dei Monti, även benämnd Fontana dei Catecumeni, är en fontän på Piazza della Madonna dei Monti i Rione Monti i Rom. Fontänen designades av skulptören Giacomo della Porta och utfördes av Battista Rusconi. Fontänen förses med vatten från Acqua Felice.
Tillnamnet ”Catecumeni” syftar på Collegio dei Neofiti, även benämnt Collegio dei Catecumeni, vilket var beläget i närheten.
Den italienske tonsättaren Ottorino Respighi fann i denna fontän inspiration till sin orkestersvit Fontane di Roma.

## Beskrivning
Fontänen beställdes av påve Sixtus V, vars vapen pryder bassängen. Fontänen har därtill två brunnskar; det nedre har maskaroner, vilka sprutar vatten. Giacomo della Porta ska i utformandet av fontänen ha inspirerats av Fontana di Piazza di Santa Maria in Trastevere.
Fontänen restaurerades under påve Innocentius XI 1680 och ånyo 1880 av Roms kommun. Dessa restaureringar hugfästs av två inskriptioner.
imperat vndecimvs qvarto innocentivs anno et rediviva flvit facta perennis aqva
facta perennis aqva everso sed sqvalida fonte nvnc instavrato vivida fonte scatet

## Bilder
| - Fontänen med påve Sixtus V:s vapen. I bakgrunden ses kyrkan Madonna dei Monti. - Detalj med maskaron. |

| - Minnesinskrift som hugfäster restaureringen år 1880. - Fontana di Piazza della Madonna dei Monti. Gravyr av Giovanni Battista Falda. |